# Ljustjärnen (Äppelbo socken, Dalarna)
Ljustjärnen är en sjö i Vansbro kommun i Dalarna och ingår i Dalälvens huvudavrinningsområde.